# 샤크: 더 비기닝
《샤크: 더 비기닝》은 한국에서 제작된 채여준 감독의 2021년 액션 영화이다. 김민석 등이 주연으로 출연하였고 방지현 등이 제작에 참여하였다.

## 출연

### 주연
- 김민석
- 위하준 : 정도현 역
- 정원창

### 조연
- 이재균
- 배명진
- 이정현
- 차엽
- 신민재
- 나소예
- 이은재

## 기타 제작진
- 각색: 채여준
- 각색: 민지
- 원작자: 이세운
- 원작자: 김우섭
- 총괄프로듀서: 이재하
- 프로듀서: 김관훈
- 제작투자: 양지을
- 제작투자: 이명한
- 조명: 이철오
- 녹음: 김신용
- 믹싱: 이기준
- 사운드: 이기준
- 미술: 이민아
- 미술: 최치열
- 시각효과: 김병래
- 무술: 김정민
- 분장: 최민선
- 의상: 함현주
- 디지털색보정: 김형석